# Diogo de Ornelas de França Carvalhal Frazão e Figueiroa

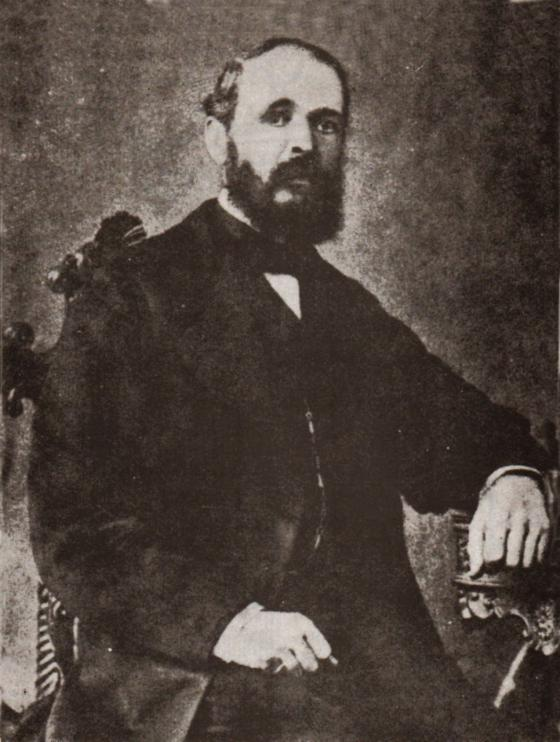
1º Conde da Calçada, c. 1882

Palácio da Calçada

Diogo de Ornelas de França Carvalhal Frazão e Figueiroa, 1.º Visconde da Calçada e 1.º Conde da Calçada (29 de agosto de 1812 - 18 de setembro de 1906) foi um industrial e político português.

## Biografia
Fidalgo Cavaleiro da Casa Real por sucessão, herdou os Senhorios paternos e foi Governador Civil interino do Distrito do Funchal por Decreto de 4 de Outubro de 1882.
Foi sempre militante do Partido Regenerador tendo exercido, por diversas vezes, o cargo de governador civil substituto do distrito do Funchal.
Ocupou um posto de oficial superior no corpo de Tropas Auxiliares e Milícias de Portugal.

### Títulos e armas
D. Luís I de Portugal concedeu-lhe o título de 1.º Visconde da Calçada, em sua vida, por Decreto de 17 de Janeiro de 1871. Mais tarde El Rei D.Carlos I de Portugal elevou-o à Grandeza do Reino com o título de 1.º Conde da Calçada, em sua vida, por Decreto de 23 de Junho de 1890.
Comendador da Ordem Militar da Conceição de Nossa Senhora de Villa Viçosa por Carta Régia de 15 de Novembro de 1888.
Usou Brasão de Armas esquartelado, no 1.º de Ornellas (moderno), no 2.º do Carvalhal (Benfeito), no 3.º Frazão e no 4.º França, com timbre de Ornellas e coroa de Visconde, posteriormente para coroa de Conde. É brasão de uso antigo nesta família.

## Família
Filho do morgado Diogo d'Ornellas de França Carvalhal Frazão e Figueirôa, Senhor da Casa da Calçada em São Pedro no Funchal, na Ilha da Madeira, (atual Casa-Museu Frederico de Freitas); do Morgado de Gaula e outros nos Açores. Fidalgo Cavaleiro da Casa Real por sucessão, e de sua mulher D. Ana Emilia de França Doria, filha do morgado Bartolomeu de França Doria.

## Casamento e descendência[1][2]
Casou com 19 anos de idade no Funchal, Sé, na Sé do Funchal, a 14 de Maio de 1831 com sua prima Carlota Augusta de Freitas e Albuquerque de 14 anos de idade (11 de Novembro de 1817 - 7 de Maio de 1894), irmã da 1.ª Baronesa de Oliveira Lima e filha de João Agostinho de Freitas Brito Figueirôa de Albuquerque (Funchal, Santa Maria Maior, 14 de Junho de 1793 - Londres, 27 de Outubro de 1862), Comendador da Ordem de Nossa Senhora da Conceição de Vila Viçosa a 14 de Abril de 1852, e de sua mulher Carlota Amália de Ornelas e Vasconcelos (Funchal, Santa Maria Maior, 2 de Junho de 1797 - Funchal, São Pedro, 15 de Outubro de 1860), irmã do 1.º Barão de São Pedro, de quem teve nove filhos e filhas:
- Bartolomeu de Ornelas de França Carvalhal Frazão e Figueiroa (13 de Maio de 1832 - ?), Senhor da Casa da Calçada, etc., casado a 30 de Maio de 1857 com Luísa de Oliveira, viúva em primeiras núpcias de Francisco João de Vasconcelos do Couto Cardoso, Senhor do Morgado de Jardim do Mar, etc., e sogra do 1.º Barão de Jardim do Mar, filha de Francisco de Oliveira e de sua mulher Maria Cândida Correia, de quem teve uma única filha:
  - Amélia de Ornelas Frazão (04-10-?) casada com Luís Correia Acciaiuoli de Meneses, Major de Infantaria, etc., filho primogénito de Luís Correia da Silva Acciaiuoli e de sua mulher Matilde Adelaide Telo de Meneses, de quem teve três filhas:
    - Luísa de Ornelas Acciaiuoli, casada com José Maria de Freitas, Coronel de Infantaria, irmão do General José Vicente de Freitas, filho de José Joaquim de Freitas e de sua mulher Sofia Amélia de França, de quem teve um filho:
      - Francisco José Acciaiuoli de Freitas (1905 - 4 de Outubro de 1952), casado com … de Freitas

    - Carlota de Ornelas Frazão Acciaiuoli de Meneses (Funchal, São Pedro, 6 de Março de 1884 - ?), casada no Funchal, São Pedro, 16 de Setembro de 1905 com o Dr. Alfredo Augusto Curvo Semedo de Portugal da Silveira (Funchal, Santa Maria Maior, 29 de Dezembro de 1874 - Funchal, 27 de Dezembro de 1930), Médico, filho do Tenente Cristóvão Gil Curvo Semedo de Portugal da Silveira (Novas Conquistas, Perném, 14 de Outubro de 1844 - Funchal, 13 de Novembro de 1880), natural da Índia Portuguesa, e de sua mulher Helena Leonor de Gouveia (Lisboa, Lapa, 11 de Maio de 1848 - Funchal, 2 de Julho de 1911), de quem teve uma única filha:[5]
      - Sara Acciaiuoli de Ornelas de Portugal da Silveira (Funchal, São Pedro, 27 de Julho de 1906 - Funchal, 27 de Setembro de 1985), casada no Funchal, São Pedro, a 4 de Julho de 1928 com António Justino Henriques de Freitas, Jr. (Funchal, 9 de Abril de 1905 - Funchal, 30 de Outubro de 1965), filho de António Justino Henriques de Freitas e de sua mulher Maria Matilde Henriques, com geração

    - Amélia Acciaiuoli de Meneses, solteira e sem geração
- Diogo de Ornelas Frazão (1 de Janeiro de 1834 - ?), solteiro, teve de Maria de Jesus, de Santa Cruz, Santa Cruz, um filho e uma filha perfilhados:
  - Diogo de Ornelas, solteiro e sem geração
  - Carlota Augusta de Ornelas Frazão (1868 - Funchal, 22 de Outubro de 1948), casada com o Major Francisco Sardinha, da Calheta, Calheta, de quem teve seis filhos
    - Maria Sardinha (Funchal 7 de Outubro 1890 - Drexel Hill, Pennsylvania Junho 1986), casada com Gaston Tissot
    - Diogo Frazão Sardinha
    - Marcelino Frazão Sardinha (Funchal 2 de Junho de 1897 - Funchal 1974), casado com Reba Isabel Brown.
    - Bernardo Aurélio Frazão Sardinha (Funchal 20 de Agosto de 1901 - 2 de Janeiro de 1978), casado com Vera Amarina de Jesus, de quem teve um filho:
      - Francisco José Frazão Sardinha (Funchal 7 de Março de 1933 - Lisboa 15 de Março de 2008), casado com Maria Regina Baltasar de Moraes Alves da Silva, de quem teve duas filhas e um filho:
        - Vera da Silva Frazão Sardinha
        - Pedro da Silva Frazão Sardinha (Lisboa 30 de Abril de 1964), casado com Luisa Maria Leal Torres Branco, de quem teve dois filhos:
          - Bernardo Torres Branco Frazão Sardinha (Lisboa 4 de Dezembro de 1994)
          - José Torres Branco Frazão Sardinha (Lisboa 10 de Julho de 1996)

        - Elsa da Silva Frazão Sardinha

    - Carlos Venceslau Frazão Sardinha, Capitão, casado com sua prima segunda Maria Augusta de Ornelas Frazão e Silva, filha do Capitão João Sotero da Silva e de sua mulher; (Funchal, São Pedro, 2 de Março de 1897) Maria Augusta de Ornelas Frazão, filha natural do 2.º Conde da Calçada, com geração
    - Cipriano Augusto Frazão Sardinha (Funchal, 12 de Outubro de 1899 - 29 de Janeiro de 1973), casado com Maria Dora Delgado Vieira, sem sucessão.
- Carlota d'Ornellas (1 de Dezembro/12 de Janeiro de 1835 - ?), solteira e sem geração
- Maria Augusta de Ornelas (15 de Maio de 1836 - ?), solteira e sem geração
- Ana Emília de Ornelas (Funchal, São Pedro, 11 de Abril/4 de Novembro de 1838 - Abril de 1874), casada no Funchal, São Pedro, a 31 de Julho de 1872 com Cassiano de Sepúlveda Teixeira, de Condeixa-a-Nova, Condeixa-a-Nova, Fidalgo Cavaleiro da Casa Real por Alvará de 2 de Junho de 1866, Bacharel formado em Direito pela Universidade de Coimbra, Juiz de Direito de 1.ª Classe, Comendador da Ordem de Nossa Senhora da Conceição de Vila Viçosa, etc., sem geração
- Eduardo de Ornelas de França Carvalhal Frazão e Figueiroa, 2.º Conde da Calçada
- Matilde Isabel d'Ornellas (30 de Agosto de 1844 - ?), casada com Ântero d'Ornellas e Vasconcellos (Funchal, São Pedro, 18 de Outubro de 1847 - ?), filho de Sabino José de Ornelas e Vasconcelos e de sua mulher Gualdina Rosa Lory de Brito
- Fernando d'Ornellas França Carvalhal Frazão (12 de Setembro de 1847 em São Pedro - 13 de Janeiro de 1909 faleceu numa residência na Rua Nova da Bella Vista, atual Rua do Quebra Costas no Funchal), casado a 1 de Maio de 1882 em Santa Cruz com María Antónia Lopes (nascida a 12 de Fevereiro de 1862 em Sevilha no Reino de Espanha - 31 de Janeiro de 1923 faleceu numa residência no Sítio dos Casais d´Além na Freguesia da Camacha) filha de José Lopes do Rosário (Ginásta e instrumentista) e de Carolina do Carmo Palina Lopes (naturais de Vila Nova de Portimão, Reino de Portugal), de quem teve um filho e duas filhas:
  - Ayres Agostinho d'Ornellas França Carvalhal Frazão, (28 de Agosto de 1884 (nascido em Lisboa no sítio de Arroios) - 24 de Junho de 1916 faleceu numa residência da rua da Casa Branca em São Martinho), solteiro e sem geração
  - Maria Carlota d'Ornellas França Carvalhal Frazão (22 de Julho de 1885 em Santa Cruz - 20 de Julho de 1960 em Santo António) solteira, sem geração
  - Clarisse d'Ornellas França Carvalhal Frazão (31 de Maio de 1887 em Santa Cruz - 21 de Agosto de 1970 em Santo António), casada com César Sotero Leandro Afonso, de quem teve quatro filhos e uma filha:
    - Aires de Ornelas Frazão Leandro Afonso
    - Diogo de Ornelas Frazão Leandro Afonso, casado com Clarisse da Assunção de Abreu, de quem teve dois filhos e três filhas:
      - Sotero de Abreu de Ornelas Frazão Afonso
      - Maria da Conceição de Abreu de Ornelas Frazão Afonso
      - Maria do Carmo de Abreu de Ornelas Frazão Afonso
      - Luís de Abreu de Ornelas Frazão Afonso
      - Maria Rita de Abreu de Ornelas Frazão Afonso

    - César de Ornelas Frazão Leandro Afonso
    - Carlota de Ornelas Frazão Leandro Afonso
    - Sotero d'Ornelas Frazão Leandro Afonso (Funchal, 9 de Junho de 1929 - Funchal, 21 de Março de 1996), casado com Rosa Maria Pereira de Oliveira Canha Afonso (Funchal, 28 de Agosto de 1939 - Funchal, 26 de Abril de 1987), de quem teve uma filha e dois filhos:
      - Rosa Maria Canha de Ornelas Frazão Afonso (25 de Novembro de 1966)
      - César Sotero Canha de Ornelas Frazão Afonso (8 de Março de 1969), casou em primeiras núpcias com Filipa Paula Gama Pereira, em 13 de Junho de 1998, de quem tem um filho e uma filha. Casou em segundas núpcias com Mónica Luisa Sene Leitão Teixeira Jardim Frazão Afonso, em 23 de Fevereiro de 2016.
        - Guilherme César Gama Pereira Frazão Afonso (20 de Agosto de 1999)
        - Francisca Filipa Gama Pereira Frazão Afonso (1 de Setembro de 2002)

      - Emanuel João de Canha Frazão Afonso nascido a 1 de Janeiro de 1978, casou com Luísa Lume Abreu Marigo (Nascida a 27 de Agosto de 1991) na Fortaleza de São Tiago do Funchal a 9 de Julho de  2016 e divorciaram-se no Funchal a 30 de Dezembro de 2020. Casou em segundas núpcias com Melissa Firmino Corrêa (Nascida a 6 de Julho de 1984) em Las Vegas no Estado de Nevada nos Estados Unidos da América a 23 de Maio de 2024, de quem teve uma filha:
      - Antónia Corrêa Frazão Afonso (Nascida a 8 de Março de 2025)
- Luíz d'Ornelas (30 de Janeiro de 1856 - antes de 1938), casado no Porto em Outubro de 1877 com Cristina Baptista dos Santos, de quem teve uma filha e um filho.